# Marathon (Iowa)
Pour les articles homonymes, voir Marathon.
Marathon est une ville du comté de Buena Vista, en Iowa, aux États-Unis. La ville est incorporée le 31 octobre 1892. Le nom de la ville commémore la bataille de Marathon.

## Source de la traduction
- (en) Cet article est partiellement ou en totalité issu de l’article de Wikipédia en anglais intitulé « Marathon, Iowa » (voir la liste des auteurs).